# Plogskaftet
Der Plogskaftet (norwegisch für Pfluggriff) ist eine 8 km lange Reihe von Nunatakkern im ostantarktischen Königin-Maud-Land. Im Mühlig-Hofmann-Gebirge ragen diese nordwestlich des Cumulusfjellet auf.
Norwegische Kartographen, welche diesen Gebirgszug auch deskriptiv benannten, kartierten ihn anhand von Vermessungen und Luftaufnahmen der Dritten Norwegischen Antarktisexpedition (1956–1960).